# Micael Johansson
Bengt Micael Johansson, född 6 oktober 1960 i Västerlövsta församling i Västmanlands län, är en svensk företagsledare som är VD för vapentillverkaren Saab AB. Den 4 september 2019 meddelade Saab att Johansson skulle komma att efterträda Håkan Buskhe som koncernchef och VD den 23 oktober. Han har arbetat inom Saab sedan 1985.
Johansson har bland annat varit chef för Saabs utveckling av radarsystem och var under två år vice VD för Saab, innan han utsågs till VD.
Johansson avlade examen i matematik och datorteknik vid Uppsala universitet.